# Kurort-Darasun
Kurort-Darasun (ros. Курорт-Дарасун) – osiedle typu miejskiego w Rosji, w Kraju Zabajkalskim, w rejonie karymskim. W 2010 liczyło 3120 mieszkańców.